# Calymperopsis disciformis
Calymperopsis disciformis är en bladmossart som först beskrevs av C. Müller, och fick sitt nu gällande namn av Pierre Tixier. Calymperopsis disciformis ingår i släktet Calymperopsis och familjen Calymperaceae. Inga underarter finns listade i Catalogue of Life.